# Óscar Cardozo
Óscar René Cardozo Marín (ur. 20 maja 1983 w Juan Eulogio Estigarribia) – paragwajski piłkarz występujący na pozycji napastnika w paragwajskim klubie Libertad. W latach 2006–2021 reprezentant Paragwaju.

## Kariera klubowa
Óscar Cardozo zawodową karierę rozpoczynał w 2003 roku w drużynie 3 de Febrero Ciudad del Este, w barwach którego zajął 2. miejsce w rozgrywkach Segunda división paraguaya. Po sezonie Cardozo przeniósł się do Club Nacional. W nowym zespole udało mu się zadebiutować w paragwajskiej ekstraklasie. W pierwszym sezonie pobytu w Nacionalu Óscar w 14 spotkaniach zdobył 3 bramki. Jego drużyna w turnieju otwarcia uplasowała się na 6., a w turnieju zamknięcia na 3. pozycji. W kolejnych rozgrywkach Cardozo wywalczył już sobie miejsce w podstawowej jedenastce, jednak nie pomógł swojemu klubowi w zdobyciu mistrzowskiego tytułu. Łącznie dla zespołu z Asunción paragwajski napastnik rozegrał 63 spotkania, w których strzelił 27 bramek. Większość z nich Cardozo uzyskał w sezonie 2006, w którym zdobył 17 goli i należał do czołówki ligowych strzelców. Wynik ten byłby pewnie jeszcze lepszy, jednak w trakcie rozgrywek Óscar za ponad milion dolarów przeniósł się do argentyńskiego Newell’s Old Boys Rosario. Zadebiutował w nim 6 sierpnia w meczu z CA Vélez Sarsfield. W Newell’s Old Boys występował u boku swoich rodaków – Diego Gavilána, Santiago Salcedo i Justo Villara. W sezonie otwarcia Cardozo w 16 spotkaniach uzyskał 11 goli. Jego bardzo dobra forma została doceniona i w 2006 roku wychowanek 3 de Febrero został wybrany najlepszym paragwajskim zawodnikiem.
21 czerwca 2007 roku Óscar podpisał kontrakt z występującą w portugalskiej ekstraklasie SL Benficą. Lizboński klub zapłacić za niego nieco ponad 9 milionów euro. Do tej pory „Orły” więcej wydały tylko na transfer Simão Sabrosy, który w 2001 roku przybył na Estádio da Luz za 13 milionów euro. Już w meczu przeciwko CD Nacional Cardozo zdobył 2 bramki. W drużynie José Antonio Camacho Óscarowi udało się zadebiutować w Lidze Mistrzów. Pierwszą bramkę w tych rozgrywkach paragwajski snajper zdobył w spotkaniu z Celtikiem, kiedy to pokonał Artura Boruca. 19 stycznia 2008 roku w meczu z CD Feirense Cardozo zdobył swojego pierwszego gola w Pucharze Portugalii. Następnie w meczu przeciwko Vitórii SC piłkarz strzelił piękną bramkę, kiedy to uderzając z rzutu wolnego z 35 metrów pokonał bramkarza rywali. Od tego momentu Paragwajczyk coraz częściej zaczął wykonywać te stałe fragmenty gry i udało mu się już nieraz wpisać w ten sposób na listę strzelców. 22 lutego 2008 roku Óscar w spotkaniu z 1. FC Nürnberg zdobył gola w 89. minucie, który jak się później okazało dał Benfice awans do 1/8 finału. W sezonie 2008/2009 Cardozo strzelił 17 goli w 26 ligowych meczach. 31 sierpnia 2009 roku zdobył hat–tricka w zwycięskim 8:1 spotkaniu przeciwko Vitórii FC.

### Trabzonspor
W 2014 roku Cardozo przeszedł na zasadzie wolnego transferu do tureckiego klubu Trabzonspor. Óscar zadebiutował w nowym klubie 21 sierpnia, w meczu kwalifikacyjnym Ligi Europy przeciwko rosyjskiemu FK Rostów i strzelił gola. Swój pierwszy występ w lidze zanotował 22 września, w meczu z Başakşehirem, zmieniając Fatiha Atika w 52 minucie. W 93 minucie strzelił karnego na wagę remisu. Pierwszy pełny mecz w barwach Trabzonsporu zagrał w Lidze Europy przeciwko Legii Warszawa. 9 listopada w meczu z Konyasporem strzelił dubleta. 1 grudnia strzelił hat-tricka w meczu przeciwko Gençlerbirliği. Do końca roku strzelił jeszcze 2 gole w meczu Pucharu Turcji z Manisasporem, wygranym przez klub z Trabzonu 9:0. W styczniu zdobył gola i asystę w meczu z Balıkesirsporem i dwa gole w meczu z Sivassporem. W przedostatnim meczu ligowym strzelił dwa gole klubowi z Balıkesir. Zakończył sezon z 17 golami i jedną asystą, dzięki czemu był 3. najbardziej bramkostrzelnym graczem sezonu.
W 2016 roku odszedł do greckiego Olympiakosu.

## Kariera reprezentacyjna
Cardozo w reprezentacji Paragwaju zadebiutował 5 czerwca 2007 roku w spotkaniu przeciwko Meksykowi. W tym samym roku został powołany do drużyny narodowej na rozgrywki Copa América. Na tym turnieju Paragwajczyk zdobył 1 bramkę podczas meczu rundy grupowej ze Stanami Zjednoczonymi. Zespół „Guarani” z imprezy tej został wyeliminowany w ćwierćfinale, kiedy to przegrał z Meksykiem 0:6.